# Gebende

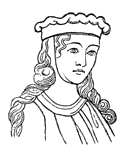
Gebende

Das Gebende (auch Gebände) ist eine mittelalterliche Kopfbedeckung für Frauen. Ab dem 12. Jahrhundert wurde es Sitte, dass nur noch unverheiratete Frauen ihr Haar offen trugen. Verheiratete Frauen, und beim Kirchgang alle Frauen und Mädchen, hatten eine Kopfbedeckung zu tragen. Als eine der üblichen Kopfbedeckungen setzte sich das Gebende durch.
Das Gebende war ein Band aus Leinen, das um Ohren und Kinn geschlungen wurde, ergänzt um ein Stirnband, das häufig mit einer Borte verziert war. Ab dem 13. Jahrhundert wurde dann das Band auch mehrfach um Kopf und Kinn geschlungen. Zum Gebende konnte man ein Schapel oder eine Rise tragen. Das Gebende saß so straff, dass den Frauen dadurch mitunter das Öffnen des Mundes erschwert wurde. Es galt als unsittlich, das Gebende öffentlich zu lockern. Es wurde mit Gebendenadeln gehalten.
Das Haar wurde im Heiligen Römischen Reich deutscher Nation unter dem Gebende zu einem Zopf geflochten, während es in Frankreich in einem Nackenknoten getragen wurde.